# Os Resentidos
Os Resentidos a fost o trupă spaniolă de muzică pop și rock din Vigo, Galicia. A fost fondată în anul 1984 de Antón Reixa, Alberto Torrado, Rubén Losada și Javier Soto, înlocuit ulterior de Xabier Debesa. S-au separat în anul 1994.

## Discografie
- Surfin' CCCP, EP cu Siniestro Total (Grabaciones Accidentales, 1984).
- Vigo, capital Lisboa (Grabaciones Accidentales [GASA], 1984).
- Fai un Sol de Carallo (Gasa, 1986).
- Música Doméstica (Gasa, 1987).
- Fracaso Tropical (Gasa, 1988).
- Jei (Gasa, 1990).
- Delikatessen (Gasa, 1992).
- Xa Están Aquí (Gasa, 1993).
- Made in Galicia 84-94 (Gasa, 1994).